# Гонсало Кейпо де Ляно
Гонсало Кейпо де Ляно (на испански: Gonzalo Queipo de Llano) е испански генерал, един от лидерите на националистическия опит за преврат от юли 1936 г., дал началото на Гражданската война в Испания.

## Биография
Кейпо де Ляно е бригаден генерал от 1923 г., когато започва да говори против армията и Мигел Примо де Ривера. Той е понижен и трябва да излежи три години затвор. Въпреки това, отказва да спре критиките си дори след освобождаването си и така е напълно уволнен през 1928 г.
През 1930 г. става революционер, но при неуспешен опит да свали крал Алфонсо XIII бяга в Португалия. Завръща се в родината си през 1931 г. след отстраняването на Алфонсо XIII и поема командването на 1-ви военен окръг на Испанската републиканска армия. По-късно е назначен от президента Нисето Алкала-Самора за началник на военния щаб на президента (дъщерята на Кейпо е омъжена за син на Алкала-Самора).
Въпреки че става известен, той остава критичен към сменящите се правителства и се присъединява към заговор за сваляне на правителството на Народния фронт през май 1936 г.
По време на Гражданската война в Испания, Кейпо де Ляно осигурява превземането на Севиля със сили от 4 000 войници и нарежда масови убийства. По-късно прави нелепи твърдения, включително че градът е бил защитаван от 100 000 въоръжени комунисти и че националистите са превзели града с едва петнадесет души. Военните планове са изготвени и ръководени от Хосе Куеста Монерео, командир на генералния щаб, който нарежда на журналистите да не съобщават за националистическите зверства и да смекчат по-шокиращите коментари на Кейпо де Ляно в печатни медии.
След това е назначен за командир на Националистическата армия на Юга. Влиянието му започва да намалява през февруари 1938 г., когато Франсиско Франко се обявява за единствен лидер на новата държава.
През април 1950 г. е произведен в маркиз, но продължава с нападките си срещу Франко. Умира на 9 март 1951 г., на 76 години, във фермата си в Гамбогаз, Севиля. Останките му са положени в параклиса на Кристо де ла Салвасион в базиликата на Макарена, чието изграждане той насърчава. В знак на благодарност, братството на Есперанса Макарена нарича Кейпо де Ляно почетен по-голям брат.
През 2022 г. останките му са препогребани на друго място по нареждане на правителството.